# Copa de la Liga de Senegal
La Copa de la Liga de Senegal es una competición de fútbol senegalés que reúne solo a clubes profesionales y se juega en partidos eliminatorios en un formato similar a las copas nacionales clásicas. A diferencia de la Copa de Senegal, organizada por la Federación de Fútbol de Senegal (FSF), la Copa de la Liga está organizada por la Liga de Fútbol Profesional de Senegal (LSFP). Todos los clubes miembros de LSFP deben participar en esta competencia.

## Historial
| Temporada | Campeón          | Resultado        | Finalista            |
| --------- | ---------------- | ---------------- | -------------------- |
| 2009      | AS Douanes       | adjudicado 2 - 0 | Casa Sports FC       |
| 2010      | Casa Sports FC   | 2 - 1            | ASC Diaraf           |
| 2011      | AS Pikine        | 2 - 1            | ASC Yakaar           |
| 2012      | ASC Niarry Tally | 1 - 0            | AS Pikine            |
| 2013      | Casa Sports FC   | 0 - 0 (3-1 pen)  | US Gorée             |
| 2014      | Guédiawaye FC    | 1 - 0            | Diambars FC          |
| 2015      | AS Douanes       | 3 - 1            | AS Dakar Sacré-Coeur |
| 2016      | Diambars FC      | 3 - 2            | AS Dakar Sacré-Coeur |
| 2017      | Stade de Mbour   | 2 - 1            | US Ouakam            |
| 2018      | Torneo anulado   | Torneo anulado   | Torneo anulado       |
| 2019      | Diambars FC      | 2 - 1            | Génération Foot      |

## Títulos por club
| Club                           | Campeón | 2° | Años campeón |
| ------------------------------ | ------- | -- | ------------ |
| Casa Sports FC (Ziguinchor)    | 2       | 1  | 2010, 2013   |
| Diambars FC (Saly)             | 2       | 1  | 2016, 2019   |
| AS Douanes (Dakar)             | 2       | -  | 2009, 2015   |
| AS Pikine (Pikine)             | 1       | 1  | 2011         |
| ASC Niarry Tally (Grand Dakar) | 1       | -  | 2012         |
| Guédiawaye FC (Saly)           | 1       | -  | 2014         |
| Stade de Mbour (Mbour)         | 1       | -  | 2017         |
| AS Dakar Sacré-Coeur (Dakar)   | -       | 2  |              |
| ASC Diaraf (Dakar)             | -       | 1  |              |
| US Gorée (Gorée)               | -       | 1  |              |
| US Ouakam (Ouakam)             | -       | 1  |              |
| ASC Yakaar (Rufisque)          | -       | 1  |              |
| Génération Foot (Rufisque)     | -       | 1  |              |